# Dansk Vægtløftnings-Forbund
Dansk Vægtløftnings-Forbund (DVF) er vægtløftningens officielle specialforbund i Danmark. Forbundet havde 31. december 2010 i alt 38 foreninger med omkring 13.220 medlemmer.
Vægtløftere i Danmark var indtil 1945 organiseret i Dansk Athlet-Union, sammen med brydere og boksere. Dansk Vægtløftnings-Forbund blev etableret den 14. oktober 1945, og sporten havde for første gang deres eget forbund. Forbundet blev senere medlem af European Weightlifting Federation og International Weightlifting Federation. DVF er ligeledes medlem af Danmarks Idræts-Forbund.